# Rosé (zangeres)
Roseanne Park (Auckland, 11 februari 1997), beter bekend als Rosé (Koreaans: 로제), is een Nieuw-Zeelands en Zuid-Koreaans zangeres. Ze debuteerde in augustus 2016 als leadzangeres van de K-popgroep Blackpink.
In maart 2021 maakte Rosé haar solodebuut met het minialbum R. Met de leadsingle "On the Ground" was ze de eerste artiest die als solist en als deel van een groep de top van de Billboard Global 200 wist te bereiken. In 2024 tekende ze bij The Black Label en Atlantic Records en bracht ze met Bruno Mars de nummer 1-hit "Apt." uit als leadsingle van haar debuutstudioalbum Rosie.

## Biografie
Roseanne Park is sinds 2016 lid van de meidengroep Blackpink.
In 2012 woonde de 16-jarige Rosé een auditie bij in Australië voor het Zuid-Koreaanse platenlabel YG Entertainment op voorstel van haar vader en was eerste uit 700 deelnemers. Rosé trainde vier jaar bij YG Entertainment voordat ze in juni 2016 werd geselecteerd als lid van Blackpink. Ze was het laatste lid dat werd bekendgemaakt. De groep debuteerde in augustus 2016 met het enkele album Square One en de eerste singles waren "Whistle" en "Boombayah".

## Aanbevelingen
In 2018 werden Rosé en haar Blackpink-lid Jisoo geselecteerd als modellen voor het Zuid-Koreaanse cosmeticamerk Kiss Me. In 2020 werd Rosé door Anthony Vaccarello uitgeroepen tot wereldwijde ambassadeur voor Yves Saint Laurent en werd daardoor de eerste wereldwijde ambassadeur in 59 jaar. Ze was het wereldwijde gezicht voor de herfst 2020-campagne van Saint Laurent. In 2021 werd Rosé de muze van het luxe cosmeticamerk Yves Saint Laurent Beauté. Daarnaast promoot zij ook merken als Sulwhasoo en Tiffany & Co.

## Impact en invloed
Sinds januari 2021 is Rosé de derde meest gevolgde Koreaanse persoon op Instagram, met meer dan 34 miljoen volgers. Sinds 2018 staat ze op de reputatielijst van vrouwelijke beroemdheden van het Koreaans zakelijk onderzoeksinstituut, een grafiek die Koreaanse beroemdheden bijhoudt, met de meeste online zoekopdrachten en bereikte de top 10.

## Rosé solo
Als hoofddanseres van de groep met een lieve, dromerige stem, worden haar dansvaardigheden en het vermogen om hoge noten te zingen bewonderd, zelfs voor de getrainde artiesten in Zuid-Korea.
Op 2 juni 2020 kondigde YG Entertainment aan dat Rosé solo zou debuteren in 2020, na de release van Blackpinks eerste studioalbum The Album. Op 30 december 2020 vertelde Rosé in een interview met de Zuid-Koreaanse media dat het filmen voor haar muziekvideo in midden januari 2021 zou beginnen. In 2021 maakte ze haar solodebuut met het minialbum R. Het album bestaat uit twee liedjes: On The Ground en Gone. Daarnaast bracht zij nog een solo uit in 2022 op Blackpinks album Born Pink, genaamd Hard To Love. In oktober 2024 bracht ze samen met Bruno Mars het nummer Apt. uit. Het nummer werd wereldwijd een enorm commercieel succes en werd Rosé's tweede nummer 1-single in de Billboard Global 200 en Global Excl. U.S. charts.